# Haytagh
Haytagh (en arménien Հայթաղ) est une communauté rurale du marz d'Armavir, en Arménie. Elle compte 3 096 habitants en 2009.